# Panos Aravantinos

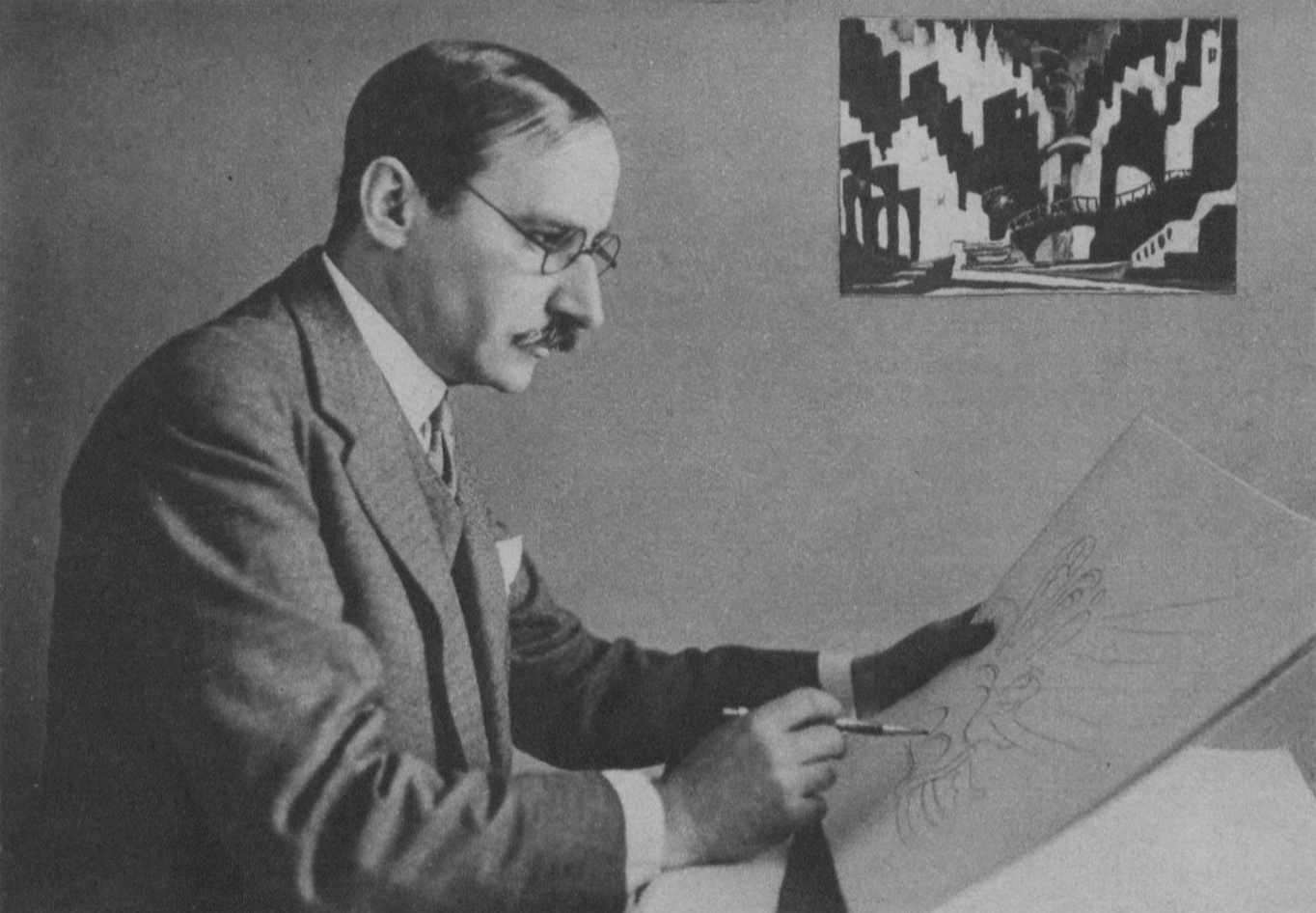
Panos Aravantinos (1927)

Panos Aravantinos (griechisch Πάνος Αραβαντινός, * 7. September 1884 auf Korfu; † 1. Dezember 1930 in Paris) war ein griechisch-deutscher Bühnenbildner.

## Leben

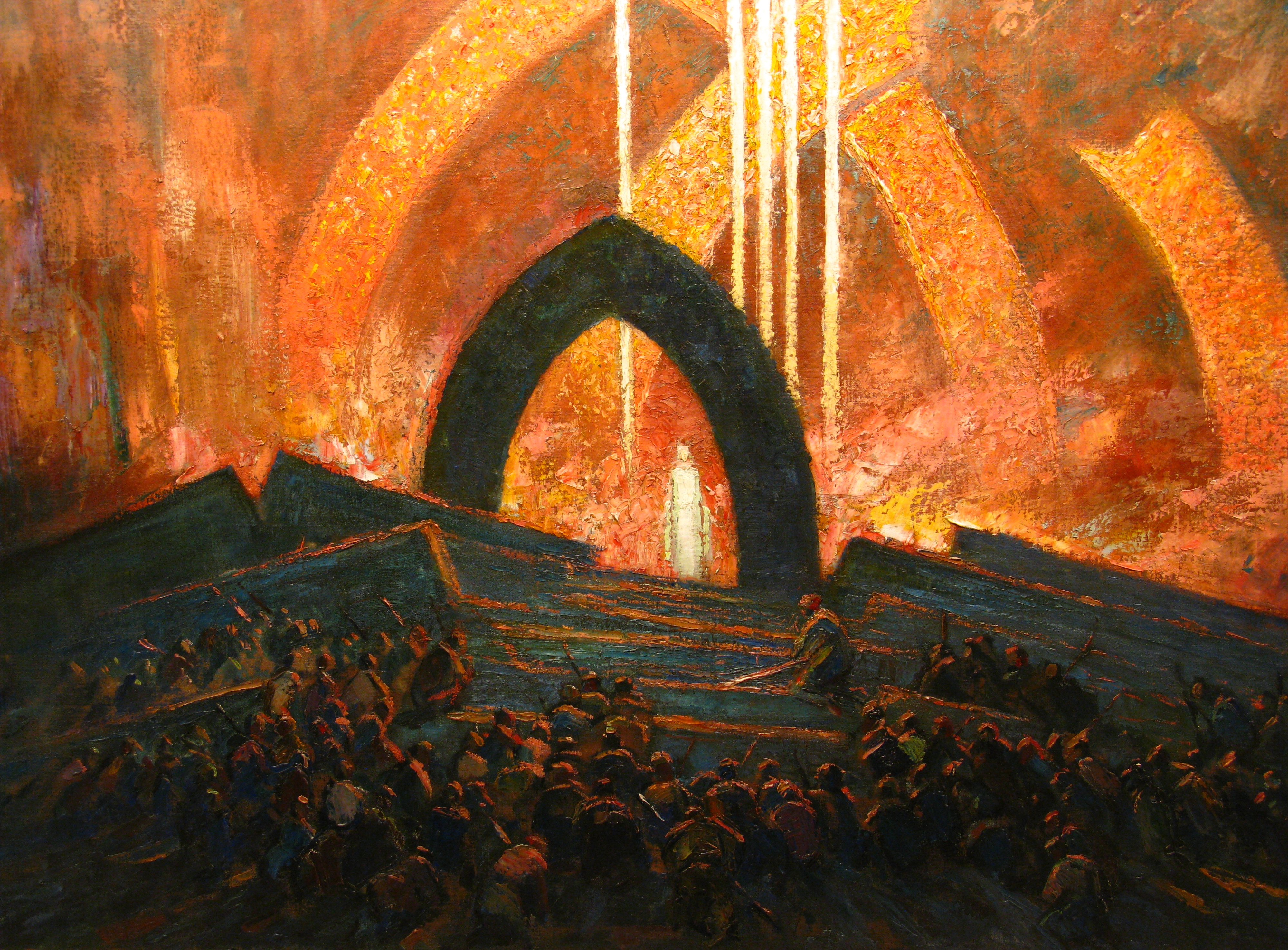
Detail eines Bühnenbilds von 1928

Aravantinos wurde auf Korfu geboren und besuchte in Athen Zeichenkurse am Polytechnikum. Anschließend studierte er in Berlin an der Akademie und nach Abschluss in Paris. In Paris traf er den Maler Dimitrios Galanis, der ihn als Illustrator an Zeitschriften vermittelte. Ab 1908 lebte er in Athen, wo ihn der Komponist Spyros Samaras mit Bühnenbildarbeiten beauftragte.
Aufgrund des Ersten Weltkriegs konnte sich Aravantinos nicht in Deutschland niederlassen und arbeitete vorerst in der Schweiz, 1917 kam er wieder nach Deutschland, wo er sich mit seinen Entwürfen in München bewarb. Bei einer Bewerbung für Bühnenbilder für Richard Strauss an der Oper München setzte er sich gegen sechs Mitbewerber durch, zog jedoch nach Abschluss der Arbeiten nach Berlin, wo er von 1919 bis 1939 an der Staatsoper engagiert war. Zu seinen bekanntesten Arbeiten zählt die Ausstattung der Uraufführung des Wozzeck von Alban Berg (1925). Neben Emil Pirchan wirkte er als Bühnenbildner in einer Zeit, als der Beruf in Deutschland noch nicht etabliert war. Aravantinos plädierte für eine Abkehr vom naturalistischen Bühnenbildstil des ausgehenden 19. Jahrhunderts. Seine visionären Entwürfe sind stark von modernen Kunstrichtungen wie Kubismus und Expressionismus beeinflusst.
Aravantinos war auch für Hugo von Hofmannsthal tätig. Für das Hamburger Stadt-Theater und den Regisseur Leopold Sachse entwarf er 1926–1927 die Ausstattung zum Ring des Nibelungen von Richard Wagner. Diese suggestive Arbeit verband moderne Tendenzen wie Kubismus, Konstruktivismus und Expressionismus mit Romantikzitaten und feinfühliger Figurenpsychologie. In der Neueinstudierung von 1937 wurden Bühnenbild und Kostüme jedoch erheblich verändert und „arisiert“. Kriegsbedingt verließ er Deutschland und ließ sich in Athen nieder. Aravantinos starb 1930 in Paris an einer Lungenentzündung. Eines seiner letzten Bühnenbilder entstand für die Uraufführung der Oper Christophe Colomb von Darius Milhaud.
Dem Werk von Aravantinos ist das Panos Aravantinos Decor Museum in Piräus gewidmet.